# الاقتصادوية
الاقتصادوية، هي توصيف لمنهج يرى الاقتصاد كمجال مغلق على ذاته وكحقل مستقل للنشاط الاجتماعي منفصل عن السياسة.
كانت الاقتصادوية، بمثابة تهمة يسارية القاها لينين على النقابيين الذين سعوا لتحسين الظروف المادية للعمل ومعيشة الطبقات العاملة، بدلا من السعي لوصول تلك الطبقات للسلطة السياسية.
الى جانب هذا، رأى غرامشي ان الماركسية بتركيزها على البنى التحتية لعملية الإنتاج ومركزية هذه في التحليل الماركسي يجعل من الماركسية نظرية مشوبة بالاقتصادوية. بناء عليه فإن الاقتصادوية ليست نظرية بحد ذاتها، بل هي توصيف ميل داخل النظريات المختلفة الى فصل الاقتصادي عن السياسي.  